# 高橋裕樹
高橋 裕樹（髙橋 裕樹、たかはし ゆうき、1979年3月9日 - ）は、日本の弁護士、YouTuber。アトム市川船橋法律事務所の代表弁護士。千葉県弁護士会所属。岩手県盛岡市出身。

## 経歴・人物
岩手県立盛岡第三高等学校在学時、もともとは親から医者を目指すように言われ、理系であったが、歌手の森高千里のファンだったことから作曲家を目指して芸術大学を受験することを考えて文系に転向。しかし、芸大を受験しようとするも学校からも家族からも猛反対され、理転するにも遅かったため、法学部を受験。千葉大学法経学部法学科に進学した。
2008年、弁護士登録。
刑事事件や相続を特に得意とし、刑事事件において4連続無罪を取ったことが話題となり各種メディアにも取り上げられ「無罪請負人」と命名される。
YouTubeチャンネル「弁護士高橋裕樹のリーガルチェックちゃんねる」を開設し、法律解説動画を投稿している。弁護士YouTuberの中でも事件に対して深く分りやすく解説する事で支持を集め登録者を伸ばしてきた。
日刊ゲンダイにてコラムの連載も手掛ける。
趣味は釣り、スノーボード、キャンプ、バスケットボール。座右の銘は「やらずに後悔するなら、やって後悔しろ」。

## 担当事件
- リンゼイ・アン・ホーカー殺害事件[4]
- ガーシーによる常習的脅迫事件[5]
- 伊東純也[6]。